# Équipe de Serbie-et-Monténégro féminine de volley-ball

L'équipe de Serbie-et-Monténégro féminine de volley-ball était composée des meilleures joueuses serbo-monténégrines de volley-ball. Elle est l'héritière de l'équipe de République fédérale de Yougoslavie entre 1990 et 2003, et l'équipe de Serbie, actuelle représentation nationale, lui a succédé.

## Palmarès et parcours

### Parcours

#### Jeux Olympiques
- 2004 : non qualifiée

#### Championnats du monde
- 2006 : 3e

#### Grand Prix mondial
- 2003 : non participante
- 2004 : non participante
- 2005 : non participante
- 2006 : non participante

#### Championnat d'Europe
- 2003 : 10e
- 2005 : 7e

#### Coupe du monde
- 2003 : non participante